# Marry the Night
A Marry the Night Lady Gaga amerikai énekesnő dala a Born This Way (2011) című második stúdióalbumáról. A dal promóciós célokból hat nappal a Born This Way megjelenése előtt, a Farmville internetes játékban jelent meg. Az album ötödik és eredetileg utolsó kislemezeként jelent meg 2011. november 11-én az Interscope Records gondozásában (később az Interscope kiadta a Bloody Mary-t 2022-ben). A dalszerzést és a produceri munkákat Gaga és Fernando Garibay végezték, míg a dal felvételeit az énekesnő The Monster Ball című koncertsorozatának turnébuszában Garibay közreműködésével készítették. Egy 2011-es interjúban Gaga elmondta, hogy a dalt korábbi Dance in the Dark című kislemezének energiája, és szülővárosa, New York City iránti szeretete inspirálta.
A Marry the Night egy elektro rock és house stílusok által inspirált dance-pop és szintipop dal. A számban elektronikus templomi csengők, elektronikus orgona hangzás, techno ütemek és funk-rock inspirálta breakdown szerepelnek. A dalszöveg Gaga szülővárosa, illetve az éjszakai élet és bulizás iránti szeretete előtt tiszteleg. Pozitív visszajelzéseket kapott a zenei kritikusoktól, akik dicsérték grandiózus és euforikus dance hangzásáért. Ezen kívül Giorgio Moroder olasz diszkó zenei producer és Bruce Springsteen amerikai rockzenész hatását vélték felfedezni a dalban. A Born This Way megjelenését követően több ország kislemezlistájára is felkerült digitális eladásainak köszönhetően.
A dalhoz készült videóklipet Gaga rendezte, és New York City-ben forgatták. Élete azon szakaszát mutatja be, mikor az énekesnő szerződést kötött az Interscope Records lemezkiadóval, miután a Def Jam felbontotta vele a megállapodásukat. A klip fő helyszínei egy klinika, egy táncstúdió, saját New York-i lakása és egy parkolóházban lévő autó teteje. A videóban Calvin Klein Collection, Yves Saint Laurent és Stéphane Rolland ruhadarabokat visel. Megjelenése előtt több képet, és egy előzetest is bemutattak a klipből. Pozitív kritikákat kapott, kreatívnak és ambiciózusnak ítélték, továbbá dicsérték elbeszélő stílusáért. Gaga előadta a Marry The Nightot többek között a 2011-es MTV Europe Music Awardson, a brit The X Factorban, illetve a 2012–2013-as Born This Way Ball elnevezésű turnéjának záródalaként. Hálaadás-napi műsorában, az A Very Gaga Thanksgivingben egy akusztikus változatot is készített a dalhoz.

## Dalszerzés és felvételek
A Marry the Nightot Lady Gaga és Fernando Garibay szerezte a The Monster Ball című világ körüli turné során, és a dal produceri munkáját is ők végezték. A Marry the Nightot először 2011. február 14-én említette meg Gaga Ryan Seacrest rádióműsorában, ahol a Born This Way albumáról az egyik kedvencének nevezte. Ez a dal volt Gaga és Garibay második közös munkája a 2009-es The Fame Monster albumon található Dance in the Dark után. Mielőtt megkezdték a munkát a Marry the Nighton, Gaga meghallgatta a Dance in the Darkot, és eltökélte, hogy túl akarja szárnyalni ennek a dalnak az energiáját az új Garibay-jel közös kollaborációjában. „Emlékszem, ahogy a színfalak mögött állva hallgatom, ahogy kezdetét veszi a koncert. Aztán kilépek, és hallom, ahogy a Dance in the Dark megnyitja az egész koncertet és túl akartam szárnyalni ezt az érzést. Túl akartam szárnyalni ezt a pillanatot, amely megnyitja a show-t. Én egyszerűen ilyen vagyok.” – mondta az énekesnő.
Ugyanakkor olyan számot akart alkotni, ami nem hasonlít egyik korábbi munkájára sem, és Gaga azt is tisztázta, hogy nem azt akarta elérni, hogy a rajongói szeressék a dalt. Egy olyan dalt akart szerezni, amely meghatározza, hogyan viszonyult a Born This Way-hez és az életéhez. Egy NME-vel készített interjúban Gaga elmagyarázta, hogy a dal fő inspirációja Whitney Houston énekesnő volt. „A dal arról szól, hogy visszamegyek New Yorkba. Arról a bátorságról írtam, amit össze kellett szednem ahhoz, hogy azt mondjam 'Utálom Hollywood-ot, egyszerűen Brooklynban akarok élni, és zenét csinálni.'” – tette hozzá.
Miközben Gaga a The Monster Ball Tourral koncertezett, Garibay elkezdett dolgozni a dal zenéjén. Miután vége volt a koncertnek, Gaga visszament a turnébuszban lévő stúdióba, és megkérdezte a férfit, hogy haladt. Garibay ekkor elmondta, hogy kigondolt egy más stílusú zenét a dalhoz, és lejátszotta a templomi csengők inspirálta zenét Gagának. Miután először meghallgatta, az énekesnő elmondása szerint sírva fakadt a zene „nagysága” miatt, és elkezdte megírni a Marry the Night dalszövegét. A Marry the Nightot eredetileg 2010-ben az énekesnő stúdióként funkcionáló buszában vették fel, később a hangkeverést a kaliforniai Burbankben található The Mix Roomban Paul Pavao asszisztálása mellett Dave Russell végezte. Gaga a dalt egy „masszív, benzinkutas, diszkó felvételként” jellemezte, és azonnal megkezdte a dal felvételét, miután elkészült a szövege. Garibay szerint Gaga néhány percre elmélyedt, majd megkérte, hogy adjon át neki egy mikrofont, és egy órán belül el is készültek.

## Kompozíció
A Marry the Night egy elektro rock és house inspirálta dance-pop és szintipop dal. A szám elektronikus templomi csengőkkel kezdődik, és Gaga lágyan azt énekli, hogy „I’m gonna marry the night/ I won’t give up on my life/ I’m a warrior queen/ Live passionately tonight” („Az éjszaka lesz az én hitvesem/ Nem fogom feladni az életemet/ Egy harcos királynő vagyok/ Ma éjjel szenvedélyesen élek”). Nem sokkal ezután dance ritmusra vált a dal, amit techno ütemek, tapsok és funk zenei elemek kísérnek. Ezt követi a refrén, ahol a „Ma-ma-ma-marry/ Ma-ma-ma-marry/ Ma-ma-ma-marry the night” szöveget dadogja. Tim Jonze a The Guardiantől a refrént Dr Alban It′s My Life című Eurodance dalához hasonlította, míg Nicola Jame-nek az MTV-től Jennifer Lopez 1999-es Waiting for Tonight című kislemezét juttatta eszébe. Peter Robinson az NME blogjában a hivatalos megjelenés előtt készített kritikájában azt írta, hogy Gaga a dalban egy „Whitney Houstonhoz hasonlatos pop eufóriát” mutat be, amely az énekesnő zenei karrierjének csúcspontjából ismert elsősorban.
A refrént egy funk-rock inspirálta úgynevezett breakdown rész követi, ahol Gaga a következőket énekli: „Nothing’s too cool/ To take me from you/ New York is not just a tan that you’ll never lose.” („Semmi sem lehet annyira jó/ Hogy elvegyen tőled/ New York nem csak egy napbarnított szín ami majd lekopik rólad”). A Sony/ATV Music Publishing által a Musicnotes.com weboldalon közzétett kotta szerint a Marry the Night 4/4-es ütemben íródott. A dal bevezetője egy lassú 64-es percenkénti leütésszámmal rendelkezik, amely az azt követő pop ütemek során 132-es tempóra gyorsul. A dal hangneme A-moll, míg Gaga hangterjedelme G3-tól E5-ig terjed. A Marry the Night az Am–Dm/A–F/A–G akkordmenetet követi. A dalban hallható templomi csengőkkel párhuzamot kívántak vonni Gaga rajongói és egy vallás vagy egy szekta tagjai között. A dalszöveg bulizásról és nagy éjszakai pusztításról szól, és New York City belvárosi zenei színtere előtt tiszteleg. Evan Sawdey a PopMatters-től úgy írta le a dalszöveget, mint egy felkérés, hogy „vegyük a hátunkra az éjszakát”.

## Kiadás
A Marry the Night eredetileg az album első kislemezeként jelent volna meg, azonban végül a címadó dal kiadása mellett döntöttek. Később a Marry the Nightot tervezték kiadni harmadik kislemezként, azonban ez ismét nem valósult meg, és a The Edge of Glory-t választották helyette. Gaga a Marry the Nightot az HBO Monster Ball turnéhoz készített koncertfilmjében mutatta be, amelyet 2011. május 7-én sugároztak első alkalommal. Míg a színfalak mögött volt, a capella énekelte: „I’m gonna marry the night/ I won’t give up on my life/ I’m a warrior queen/ Live passionately tonight.” A Born This Way népszerűsítésének részeként Gaga 2011. május 17-én megjelentette a Marry the Nightot a Farmville internetes játékban. A dal a Farmville-en belül a Gagaville résznél jelent meg, amelyet Gaga a Zynga játékfejlesztő céggel közösen tervezett meg. Négy hónappal a Born This Way megjelenését követően Gaga megerősítette, hogy a Marry the Night lesz az album ötödik kislemeze. 2011 szeptemberében Gaga kiadója, az Interscope Records azt az információt közölte, hogy míg a Marry the Night biztosan kiadásra kerül az ötödik kislemezként nemzetközileg, arról még nem döntöttek, hogy melyik dalt adják ki az Egyesült Államokban. Gaga később megerősítette, hogy az Egyesült Királyságban a kislemez remixekkel együtt 2011. november 21-én jelenik meg. Később azonban ez a dátum 2011. december 11-re módosult. Gaga kiadója végül úgy döntött, hogy a Marry the Night kislemez lesz az Egyesült Államokban is. 2011. november 15-én megjelentették az úgynevezett rhythmic és mainstream formátumú zenei rádiókban.
2011. október 17-én Gaga TwitPic-en keresztül bemutatta a Marry the Night hivatalos kislemezborítóját. A képhez a dal dalszövegének egy részletét társította: „New York Is Not Just A Tan That You’ll Never Lose.” A borítón Gaga látható, ahogy egy eső áztatta autó tetején ül, miközben a háttérben egy másik jármű lángokban áll. Gaga a képen egy pár térd fölé érő bőrcsizmát, egy faragott felsőt és sortot visel, miközben szőke haját rázza. Contessa Gayles, az AOL munkatársa úgy jellemezte a képet, mint egy „titokzatos éjszakai rém”.

## A kritikusok értékelései

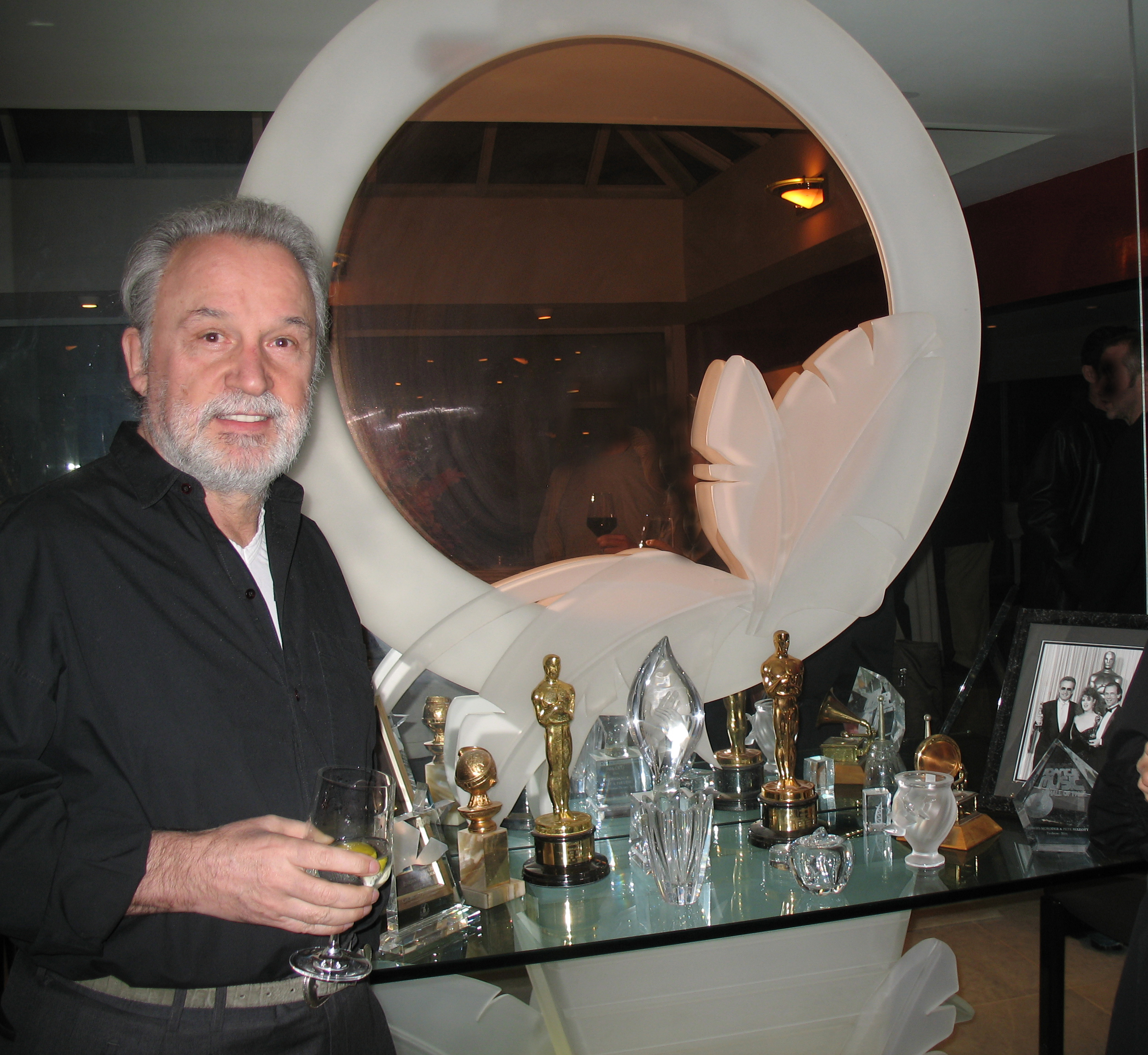
A Marry the Nightot egyes kritikusok Giorgio Moroder munkásságához hasonlították

Megjelenése után a Marry the Night általánosságban pozitív kritikákat kapott; Stephen Thomas Erlewine az AllMusic-tól pozitív kritikát adott a dalnak, mondván, hogy „fénylik a neon lüktetésével”. Sal Cinquemani a Slant Magazine-tól a Marry the Nightot az album egyik kiemelkedő dalának nevezte, és a Dance in the Dark „méltó utódjának” titulálta. Mark Savage, a BBC Music munkatársa szintén dicsérte a dalt. Christian Blauvelt az Entertainment Weekly-től az olasz lemezproducer, Giorgio Moroder munkásságához hasonlította a dalt. Caryn Ganz a Spintől le volt nyűgözve a számtól, és „four-on-the-floor slágernek” nevezte. Tim Jonze a The Guardiantól az It’s My Life című dal refrénjével Dr. Albanhoz hasonlította, és úgy érezte, hogy az album néhány nagyobb dance-dalához képest könnyen feledésbe merül. Jody Rosent a Rolling Stone-tól lenyűgözte, hogy a Marry the Night számára csak „egyre nagyobbnak és nagyobbnak” tűnt, miközben a pop és a glam metal, valamint olyan előadók, mint Pat Benatar, Bonnie Tyler és Bon Jovi hatásait sorolta fel. Kitty Empire a The Observertől úgy fogalmazott: „a Marry the Night egy fúvós carpe [noctem] affér, amely a hi-NRG klub-popból merít modus operandi-t.”
Evan Sawdey a PopMatters-től negatív kritikát adott a dalnak, mondván: „A Marry the Night nagyon is csúcsminőségű Justice-koppintás akar lenni, de azzal, hogy a 3:30-as rész után egy felemelő közhelyekkel teli bridge-t és egy teljesen értelmetlen instrumentális szakaszt ad hozzá, végül gyengíti a „vegyük az éjszakát a hátunkra” kiáltás erejét.” Kerri Mason a Billboardtól a gótikus rock hatásait találta benne, de a továbbiakban „hamisítatlan diszkós popnak” nevezte, amely akár Gaga debütáló albumának, a The Fame-nek (2008) egyik száma is lehetett volna. Neil McCormick a The Daily Telegraph-tól a rockzenész „Meat Loaf diszkóba menő” analógiáját hozta fel a dal jellemzésekor. Dan Martin, az NME munkatársa úgy vélte, hogy a dal, bár hatásos, de konzervatívabb, mint a Born This Way nyitódala. Továbbá hasonlóságot talált Moroder munkásságával és Bruce Springsteen 1975-ös kislemezének, a Born to Runnak a hatásaival.
Robert Copsey a Digital Spy weboldalról a dalt „elektro-dübörgő számnak nevezte, euforikus szintetizátorokkal és felemelő dallammal”, ami szerinte még inkább hasonlított Gaga saját Born This Way című dalához. Copsey továbbá kijelentette, hogy „ez nem rossz dolog, mivel kevésbé arcba mászó, és a 'M-m-m-marry the night' hook ugyanolyan fülbemászó”. A dalt az ötből négy csillaggal díjazva Lewis Corner ugyanezen a weboldalon ezt írta: „'I’m gonna marry the night/ I won’t give up on my life/ I’m a warrior queen, live passionately, tonight,' harsogja GaGa egy megfelelően grandiózus bevezető, isteni harangok és dübörgő techno szintihangok fölött – az eredmény nem sokban különbözik, úgy képzeljük el, mintha Paul Van Dyk orgonálna egy esküvői szertartáson. Dacos és epikus, a szám úgy táplálja Stef kultikus rajongótáborát, mint egy próféta, aki a tanítványait hívja – és mivel ez a kislemez, amire vártak, nincs kétségünk afelől, hogy tömegesen fognak jönni.”
2019-ben a Billboard a negyedik helyre sorolta a dalt a 15 legjobb Lady Gaga-dal listáján, 2020-ban pedig a The Guardian a 11. helyre sorolta a 30 legjobb Lady Gaga-dal listáján. 2021-ben a Billboard a 21. század 100 legjobb zenei bridge-ről szóló cikkében az 50. helyen szerepelt a Marry the Night, mondván, hogy „a Born This Way felvezető dala Gaga egyik legsikeresebb kislemeze, amely kevésbé albumnyitó, mint inkább színpadias beharangozó, és a bridge gondoskodik arról, hogy ne töltsön annyi időt a táncparketten, hogy elfelejtse utcai gyökereit, és egy kis Bon Jovi erőt adjon a Donna Summer csillogásához.”

## Kereskedelmi teljesítmény
A Born This Way 2011. május 23-i megjelenését követően a Marry the Night a Billboard Hot Digital Songs listájának 57. helyén debütált az Egyesült Államokban, 35 000 digitális letöltéssel, így a dal a Billboard Hot 100-as listán a 79. helyen szerepelt. Miután novemberben megjelent az albumról az ötödik rádiók által népszerűsített kislemezként, a dal a 2011. december 3-i kiadáson a 97. helyen lépett be újra a listára. A listán töltött negyedik hetén a 32. helyre került, 20 000 digitális letöltést adtak el belőle (163%-os növekedéssel azon a héten), és a Nielsen Broadcast Data Systems adatai szerint 23 millió hallgatottságot gyűjtött. A dal később a 29. helyen végzett a listán, ezzel Gaga első olyan rádiós kislemeze lett, amely nem jutott be a legjobb tízbe, és véget vetett a tizenegy egymást követő Top 10-es sláger sorozatának.
A Marry the Night a 24. helyen debütált a Pop Songs listán, ami Gaga Born This Way (14. hely) és Britney Spears Hold It Against Me (16. hely) után a harmadik legmagasabb debütálás volt 2011-ben. A következő héten a 18. helyre ugrott, majd a 14. helyen végzett, és ezzel Gaga tizenkettedik egymást követő Top 20-as slágere lett az amerikai poplistán. A Marry the Night a 37. helyen debütált az Adult Pop Songs listán, majd később a 27. helyen tetőzött. A Hot Dance Club Songs listán a dal a 33. helyen debütált, majd az ötödik héten a csúcsra emelkedett, ezzel Gaga tizenkettedik listavezetője lett, és a Telephone-nal holtversenyben a második leggyorsabb idő alatt érte el az első helyezést a listán. 2017 októberében a dalt az Amerikai Hanglemezgyártók Szövetsége (RIAA) platina minősítéssel látta el, és 2015 áprilisáig 713 000 példányt adott el belőle az Egyesült Államokban.
Kanadában a Marry the Night a Canadian Hot 100-as listán a 91. helyen debütált, majd a 11. helyen végzett, míg a Canadian Digital Songs listán az 50. helyen nyitott, majd a 16. helyen szerepelt. Ausztráliában a dal az ARIA Singles Chart 88. helyén debütált, és a 80. helyen tetőzött. A dal a dél-koreai Gaon International Singles Charton a 11. helyig jutott. Az Egyesült Királyságban a Marry the Night kezdetben egy hétig szerepelt a brit kislemezlistán a Born This Way megjelenését követően, de később a 16. helyig jutott, miután kislemezként megjelent. Máshol Európában a dal a belga Wallon Ultratop 50 kislemezlistán a 38., az ír kislemezlistán a 24., a német kislemezlistán pedig a 17. helyen végzett.

## Videóklip

### Háttér és kidolgozás

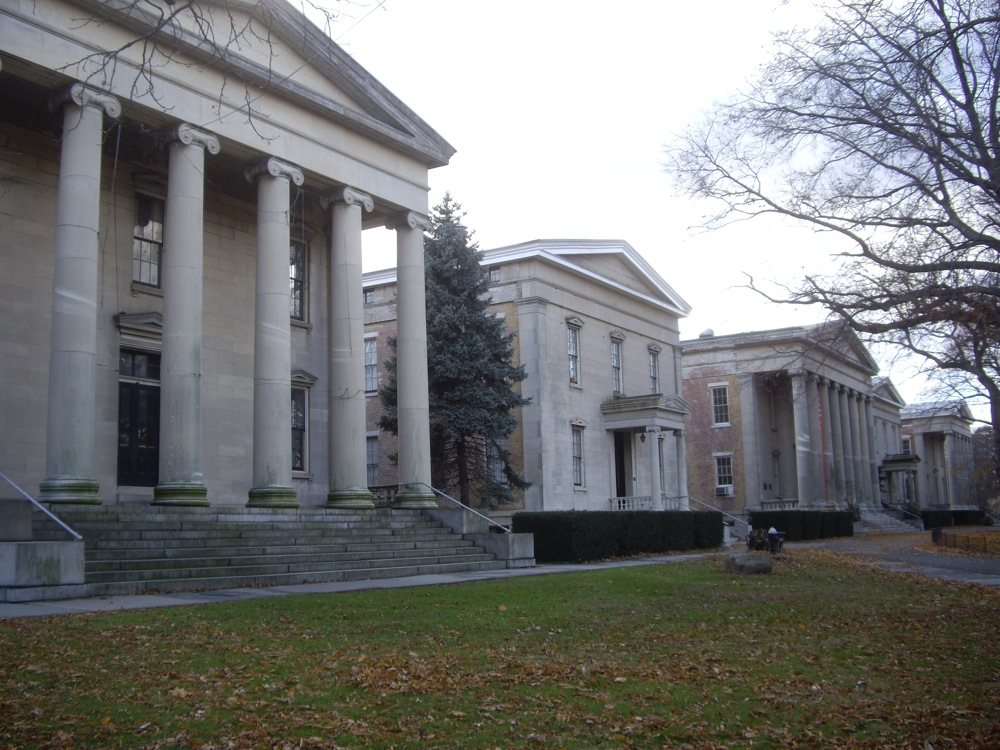
A videóklip egy részét a Snug Harbor Cultural Centerben forgatták

Gaga a Marry the Night klipjének egyes részeit 2011. október 10-13. között forgatta Staten Islanden és Harlemben, New York államban. Október 17-én Gaga a Twitter-fiókján azt írta, hogy befejezte a forgatást, és „alig várja, hogy kibontakoztassa az összes titkát, és megossza a múltja olyan pillanatait, amelyeket még nem fedett fel”. Az egyik forgatási helyszín, a Snug Harbor Cultural Center vezérigazgatója, Lynn Kelly így nyilatkozott:

„Úgy találtuk, hogy mind vele, mind a csapatával könnyű volt együtt dolgozni, és visszafogottan viselkedtek. Azt hiszem, sok drámára számítottunk, és az igazság az, hogy ő talán a legföldhözragadtabb ember. Ez megnyerő volt. Barátságos és kedves volt. ... Azt hiszem, nagyon izgatottak vagyunk, hogy egy ilyen tehetséges emberrel dolgozhatunk, és az, hogy egy ilyen személy itt forgat, hatalmas megtiszteltetés. Amit a zenéje tesz a zenéért, az sokkal több, mint szórakoztatás. Sokkal mélyebb szinten kapcsolódik a művészetekhez, és remélem, hogy mi is ezt tudjuk itt elérni.”

2011. október 11-én több kiadvány is megírta, hogy látták Gagát a klip forgatása közben a Snug Harbor Cultural Centerben. Egy New York-i tervező, Asher Levine egyedi készítésű, dupla cipzáras báránybőr egyberuháját viselte, amely az elmondások szerint illeszkedett a videó „zord” és „véres” témájához. A táncosokat és a statisztákat többféle öltözékben látták: egyesek balerinának, mások leopárdmintás ruhákban, továbbá Gaga édesanyját is látták a helyszínen. Később több weboldalon is megjelentek további fotók a forgatásról, amelyeken Gaga kék rúzsban és bőrjelmezben, több férfi táncossal, hosszú ujjú, piros, párnázott vállú ruhában, parabolaantennával és nagy fekete kalapban látható. A videóról készült képanyagok 2011. október 14-én kerültek fel az internetre. Gaga egy autó tetején táncolva látható, miközben elénekli a dalból a bridge részt. Feketébe van öltözve, szőke bubi parókával és fekete magassarkúval, miközben a háttérben eső látható, de úgy tűnik, nem zavarja az időjárás. Az NDTV-nek adott október 31-i interjújában Gaga elárulta, hogy ő rendezte a videót. Darius Khondji operatőrrel és Gideon Ponte művészeti vezetővel is együtt dolgozott.

### Megjelenés
Gaga a Twitteren arról írt, hogy ez a videója lesz az addigi leghosszabb, és „a történet kezdete, amit sosem mesélt még el”. 2011. november 11-én a Twitteren posztolt egy képkockát a videóból, amelyen az látható, ahogy két nővér hordágyon tolja a folyosón. A posztot a következő üzenet kísérte: „Nem arról van szó, hogy hazug voltam, csak utálom a valóságot”. James Montgomery, az MTV News munkatársa a „The Prelude Pathétique”-ként ismert jelenetet az 1975-ös Száll a kakukk fészkére című drámafilmhez és az 1980-as Ragyogás című horrorfilmhez hasonlította. Gaga 2011. november 17-én, a Children In Need Rocks Manchesterben tartott fellépése után bemutatta a klip kétperces nyitójelenetét.
November 20-án Gaga elment Alan Carr: Chatty Man műsorába, és elmagyarázta a Marry the Night klipjének jelentését. „Tudom, milyen érzés az elutasítás a szakmában. Leszerződtem, kirúgtak, majd újra leszerződtem. Tulajdonképpen erről szól a 'Marry the Night' klipje. Életem egyik legszörnyűbb napjáról szól, amikor kirúgtak az első lemezkiadómtól, és ez a történet arról szól, hogy mi történt azon a napon.” A klip második előzetesét, amelyet egy táncstúdióban forgattak, 2011. november 25-én mutatták be. Gaga a Vanity Fair magazinnak elmondta, hogy a videó „önéletrajzi jellegű”, és „élete legrosszabb napját” illusztrálja. A teljes videóklip premierje 2011. december 1-jén volt az E! Online-on 20:00 órakor. A videó azonban már néhány órával a hivatalos megjelenés előtt megjelent az interneten. Gaga a Twitterén fejezte ki elégedetlenségét a videó kiszivárgása miatt. A dalhoz készült videóklip 13 perces.

### A klip története

Jelenet a Marry the Night klipjéből, amelyben Gaga egyes kritikusok szerint Madonnára hasonlít az 1985-ös Kétségbeesve keresem Susant című filmből

Az önéletrajzi történet azzal kezdődik, hogy a barna hajjal megjelenő Gagát egy kórházi hordágyon tolják, miközben múltbeli emlékeiről egy belső monológ hallható. A nővérek Calvin Klein Collection egyenruhát és Giuseppe Zanotti cipőket viselnek. Egy nővér felébreszti Gagát, majd megméri a szívritmusát és a vérnyomását. A nővér aztán elmondja Gagának, hogy milyen gyönyörű, és hogy pont úgy néz ki, mint az édesanyja, amikor világra hozta őt. Gaga ezután azt állítja, hogy az édesanyja egy szent volt, majd kivesz egy cigarettát a táskájából. A nővér ettől megrémülve gyorsan kiveszi a cigarettát a szájából, és egy asztalra teszi. Gaga sírva fakad, és elmondja a nővérnek, hogy egy sztár lesz belőle. Megkéri a nővért, hogy indítson el zenét, majd a kamera távolodásával láthatóak lesznek más kezelés alatt álló és kóborló női páciensek. Egy új jelenetben Gaga zongorajátékra balett-táncot gyakorol, majd látható, hogy a legjobb barátja, Bo a kórházból visszaviszi őt New York-i lakásába. Ezekben a jelenetekben Beethoven 8. zongoraszonátája szól. Gagát levetkőztetik egy Stéphane Rolland tervezte öltözékből, majd ágyba kísérik, azonban ekkor egy váratlan telefonhívás arról értesíti, hogy kiadója felbontotta vele a szerződését. Idegességében rendetlenséget csinál a lakásában; reggeli gabonapelyhet önt magára, és magassarkúban beleugrik a kádba. A zongorajáték véget ér, és Gaga látható ismét, ahogy a kádban fürdik és szőkíti a haját, miközben a Marry the Night-ot dúdolja. A monológ folytatódik, amint Gaga azt mondja: „Volt sok fényes foltom az M&J Trimmingsből, szóval nagy pusztítást végeztem néhány régi farmeren. És azt tettem, amit minden más lány tenne — újrakezdtem a legelejétől.” Az MTV News írójának, Jocelyn Vena-nak a véleménye szerint Gaga itt a Kétségbeesve keresem Susant című filmből Madonna popénekesnőre hasonlít. Gaga táncosai egy félemeletről tekintenek le rá, miközben az óra harangozni kezd.
A videó ezt követően egy éjszakai jelenetre vált, aminek a helyszíne egy épület teteje, ahol Gaga fél testével egy Pontiac Firebird belsejében van, míg lábai kilógnak az ablakon a kocsi tetejére. Szőke haja van, és egy műbőr öltözéket visel. Teljes testével beszáll az autóba, megcsókol egy Marry The Night felvételt, majd beteszi a lejátszóba. A dal elkezdődik, amint Gaga dohányzik a vezetőülésen. Ahogy elkezdődik a refrén, a háttérben lévő járművek felrobbannak és lángolni kezdenek, Gaga kiszáll az autóból és elkezd táncolni. A második verzével egy új jelenet kezdődik egy táncstúdióban. Gaga táncosaival belép a helyiségbe, és nekiáll melegíteni egy összetett koreográfia előadására, amelyet csapatával a refrén során mutat be. Az átvezető során az énekesnő és táncos csapata szünetet tart, és egy újabb koreográfia előadására kezdenek melegíteni. Eközben az autó tetején lévő és a fürdőkádas jelenetek is beékelődnek. Gaga és táncosai megismétlik a tánckoreográfiát az utolsó refrén során, majd az egyik táncos elesik, és Gaga segíti fel. A breakdown rész során Gaga és csapata egy utcán táncol, de eközben gyors egymásutánban felvillannak más jelenetek is, ahogy Gaga káoszt csinál maga körül; többek között leesik a lépcsőn, megpróbál beszállni egy autóba egy nevetségesen túlméretezett kalappal, és egy márvány kancsóval magára önti a vizet a kádban. Beszáll egy autóba, és láthatóvá válik a tenyerére írt szöveg: „Interscope Records; Hollywood, CA; 4 p.m.” Gaga az utolsó jelenetben egy couture ruhában látható, amint lángok veszik körbe. A videó azzal végződik, hogy Gaga hirtelen eltűnik.

### Fogadtatás és elemzés
Jason Lipshutz a Billboardtól úgy kommentálta, hogy a videó „a popsztárt a legdicsőségesen provokatívabb formájában mutatja be, hosszabb táncjelenetekkel, robbanásokkal, meztelenséggel és egy erőszakos támadással egy doboz Honey Nut Cheerios ellen.” Gin Sepre, az E! Online munkatársa a Girl, Interrupted című könyvhöz hasonlította a videót, megjegyezve, hogy „egyenlő arányban tartalmaz önéletrajzot és színtiszta látványosságot, és valóban mindenki számára kínál valamit”. Sepre azt is dicsérte, hogy a videó „biztosan nem a kreativitás hiánya miatt fáj”, a jeleneteket „kissé egyenesebb, [és] kevésbé metaforikus módon” mutatják be. Jocelyn Vena az MTV-től úgy vélekedett, hogy „a videó a Hírnévtől a Fekete hattyún át a The Bell Jar-ig mindenre való utalással egy átfogó betekintést nyújt Gaga pszichéjébe”. Tanner Stransky az Entertainment Weekly-től úgy jellemezte a videót, mint „egy igazi kirándulást a Total Crazyville, lakosság: 1, Lady Gaga... Hagyjuk Lady Gagára, hogy egy olyan minifilmes videót készítsen, ami fele olyan hosszú, mint egy sitcom epizód”. Gilly Ferguson a Daily Mirror-tól megjegyezte, hogy a videó „még mindig rendelkezik a sokkoló faktorral – kezdjük azzal, hogy meztelen”. Sarah Anne Hughes a The Washington Posttól megjegyezte, hogy a videó "egy szó és némi cenzúrázott külső miatt kissé NSFW". Oscar Moralde a Slant Magazine-tól azt írta, hogy a videó „nem pusztán a hossza (14 perc), hanem a kifejezésmódok széles skálája alapján is az egyik legnagyobb eposza”.
Michael Cragg a The Guardiantól pozitív kritikát adott a videóról, és azt írta: „A szupersztárok akkor a legjobbak, amikor egyszerre vannak tudatában és nincsenek tudatában saját röhejességüknek, és Lady Gaga a Marry the Nightban ezt nyújtja”. A Daily News munkatársa, Kathryn Kattalia a videó több jelenetében is Madonnához hasonlította Gagát. Kattalia továbbá dicsérte a táncot a videó alatt, „a legjobbjának” nevezve azt. Ugyanakkor kritizálta a meztelen jeleneteket, megjegyezve: „A videó többi része Gaga mércéjéhez képest elég szelíd”. Marc Hogan a Spintől azt írta, hogy „nehéz megmondani, hogy Gaga hol kacsintgat ránk, és hol egyszerűen csak beleesett a féktelen ego rókagödrébe”. Camille Mann, a CBS News munkatársa „avantgárd rövidfilmként” jellemezte a videót, és megjegyezte, hogy Gaga „feszegeti a határait”. Leah Collins, a Dose munkatársa Christian Louboutin terveihez hasonlította Gaga ruháit. Továbbá a videóban látható díszletet a Born This Way borítójához hasonlította, és „a Girl, Interrupted nagyon divatos újrateremtésének” nevezte. A CNN egyik írója így kommentálta: „Lady Gaga ismert arról, hogy kislemezeihez hangulatos minifilmeket készít, hogy vizuális aláfestést adjon, és a Marry the Night sem különbözik ettől”. Liz Raftery, a People munkatársa „durva” és „rejtélyes” videóként jellemezte a videót, és úgy kommentálta továbbá, hogy „a rajongók biztosan beszélgetni fognak, ha nem is vakargatják a fejüket”. Az ABC News egyik szerkesztője dicsérte Gaga „érdekes nézőpontját a videóban”. Priya Elan, az NME munkatársa pedig azt írta, hogy Gaga úgy hangzik a bevezető alatt, mint „egy lobotomizált Carrie Bradshaw”. Azt is megjegyezte: „Ez határozottan előrelépés a Judas-hoz képest, de nem lehetett volna talán egy kicsit megkurtítani, hogy rövidebb legyen?”

## Élő előadások
2011. október 31-én Gaga a Marry the Night bollywoodi változatát adta elő Indiában, egy Forma–1-es after party alkalmával Greater Noidában. Az előadás előtt az énekesnő kijelentette: „Úgy érzem én sokáig vártam, hogy ide jöjjek, és nagyon hálás vagyok. […] Ez az első alkalom, hogy eléneklem a Marry the Nightot.” Egy lassú verzióját játszotta el a dalnak, a zongoránál ülve, egy szitár kíséretében. A 2011-es MTV Europe Music Awards-on Gaga először adta elő televízióban a Marry the Nightot a Holdra leszálló műholdnak öltözve. Gaga piros bikinit viselt, körülötte egy nagy piros koronggal, és a Hold félkör alakú replikáján ült, amelyet ezüstláncok borítottak. A színpad körül lángok csaptak fel, amikor Gaga egy másik kör alakú korongot fedett fel, amely az arcát takarta. Ebből a pozícióból énekelte a dalt, majd az előadás vége felé eltávolította a fémkorongot, és háttértáncosaival koreografált táncot mutatott be. A dalt a 2011-es Bambi Awards-on is előadta a németországi Wiesbadenben, november 10-én. A színpadon egy vintage kabrió állt, amelynek az ajtaja oldalába billentyűzetet építettek, és Gaga később aznap este a gálán egy díjat is nyert.

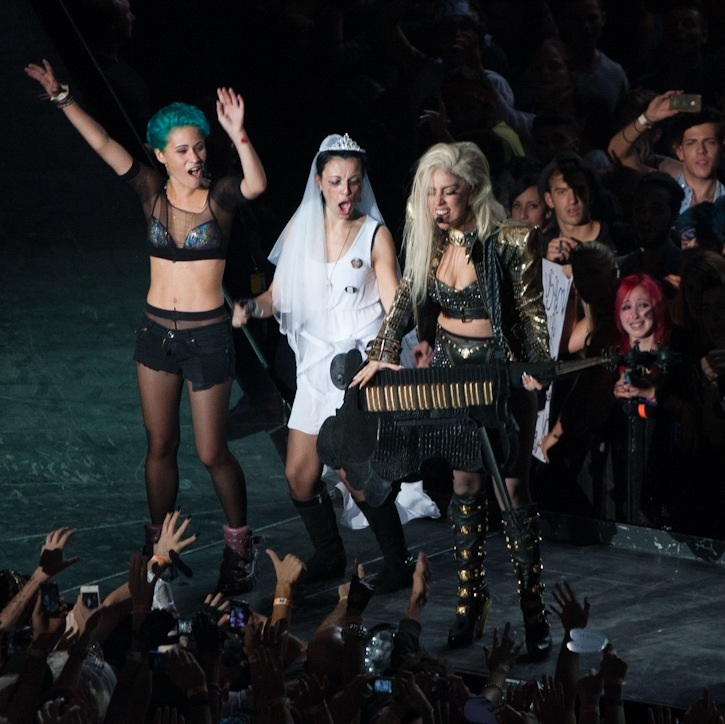
Gaga a Marry the Night előadása közben a Born This Way Ball turnén. Erre a számra általában felhívott maga mellé néhány rajongót a közönségből, hogy együtt táncoljanak a színpadon.

Gaga 2011. november 13-án megjelent a brit The X Factor nyolcadik szériájában, ahol előadta a dalt. Éneklés közben egy gyóntatófülkéből egy lefejezett holttestnek öltözve lépett elő, kezében a saját fejével. A dal nagy részét elénekelte, mielőtt visszatért a fülkébe, és újra megjelent egy dresszszerű ruhában, és előadta a dal hátralévő részét, valamint a táncosokkal együtt táncolt. A 2011. november 17-én megrendezett Children in Need Rocks Manchester koncerten a Marry the Night című dalt adta elő a setlist utolsó dalaként, a Born This Way és a The Edge of Glory mellett. Az előadás gyors tempójú volt, és tartalmazott egy táncos rutint is, amit Gaga először táncosaival együtt adott elő. Az Alan Carr: Chatty Man című brit showműsorban Gaga a dal zongorás változatát adta elő, miközben rózsaszín ruhába öltözött és egy hatalmas masnit tett a fejére, ami Becky Bain-t az Idolator weboldalról arra késztette, hogy így kommentálja: „Jó ideje nem láttuk Lady Gagát masnival a feje tetején, és bár az, amit a [fellépésén] viselt, nem a jellegzetes hajcsokor volt, mégis nagy (mármint NAGY) benyomást keltett”.
Az ABC A Very Gaga Thanksgiving című különkiadásában az énekesnő a Marry the Night akusztikus verzióját adta elő. A váll nélküli fekete ruhából és hozzáillő kesztyűből álló megjelenését James Dinh, az MTV News munkatársa Audrey Hepburn színésznőhöz hasonlította. Az előadást egy erkélyen vették fel, Gaga pózolt, miközben a mikrofont tartotta. A CBS The Grammy Nominations Concert Live! – Countdown to Music’s Biggest Night című különkiadásán – ahol nyilvánosságra hozták az 54. Grammy-díj jelöléseit – Gaga a Marry the Night című számmal nyitotta a műsort, zombi-szerű jelmezben. Todd Martens a Los Angeles Times-tól úgy jellemezte, mint egy „dance-meets-hair metal mix-up”, miközben a tánc koreográfiáját Michael Jackson Thriller című klipjéhez hasonlította, és megdicsérte Gaga énekét. A 2011-es Los Angeles-i Jingle Ballon Gaga a klipet idézve adta elő a dalt, mégpedig úgy, hogy egy kórházi ágyon ült, és onnan énekelt. A Madison Square Gardenben a Z100 Jingle Ball című koncertjén is ő volt a főszereplő. Szettje a Born This Way aktuális slágereit és a kórházi köntösbe öltöztetett Marry the Night fináléját tartalmazta, amely a klipje előtt tisztelgett. 2011. december 9-én a The Ellen DeGeneres Show-ban balett-témájú előadást adott a dalból. Gaga a Marry the Nightot a 2011-es japán Music Station Super Live-on is előadta 2011. december 31-én pedig a Dick Clark’s New Year’s Rockin’ Eve with Ryan Seacrest című műsorában a Heavy Metal Lover/Marry the Night/Born This Way egyveleget adta elő. A dalt a Born This Way Ball turnéjának (2012–2013) záródalaként adta elő, ahol a dal alatt billentyűs hangszeren játszott, és általában felhívott maga mellé néhány rajongót a közönségből, hogy csatlakozzanak hozzá a fináléban.

## Feldolgozások
2013-ban Adam Lambert popénekes a Glee – Sztárok leszünk! ötödik évadának „A Katy or a Gaga” című epizódjában Elliot „Starchild” Gilbert karaktereként előadott egy feldolgozást. Lambert feldolgozása később a 39. helyet érte el az amerikai popdalok digitális listáján.
2021-ben Kylie Minogue ausztrál énekesnő feldolgozta a dalt a Born This Way album tizedik évfordulós kiadásához. Mike Wass, a Variety munkatársa úgy jellemezte Minogue feldolgozását, mint egy „csillogó, diszkóba hajló verziót”. Szintén 2021-ben Camila Mendes amerikai színésznő adta elő a dalt Veronica Lodge szerepében a Riverdale hatodik évadának „Chapter Ninety-Eight Mr. Cypher” című epizódjában.

## A kislemez dalai és formátumai
| Marry the Night – The Remixes 1. Marry the Night (Zedd Remix) – 6:14 2. Marry the Night (Sander van Doorn Remix) – 5:38 3. Marry the Night (Afrojack Remix) – 9:18 4. Marry the Night (John Dahlback Remix) – 5:19 5. Marry the Night (Sidney Samson Remix) – 4:44 6. Marry the Night (R3hab Remix) – 4:54 7. Marry the Night (Lazy Rich Remix) – 5:43 8. Marry the Night (Dimitri Vegas & Like Mike Remix) – 5:58 9. Marry the Night (Quitntino Remix) – 5:52 10. Marry the Night (Danny Verde Remix) – 7:45 | CD kislemez 1. Marry the Night (Album Version) – 4:24 2. Marry the Night (David Jost & Twin Radio Remix) – 3:31 Brit 7"-es képes hanglemez 1. Marry the Night (The Weeknd & Illangelo Remix) – 4:04 2. Marry the Night (Totally Enormous Extinct Dinosaurs 'Marry Me' Remix) – 5:49 |

## Közreműködők
Közreműködők listája a Born This Way albumfüzete alapján.
Felvétel és menedzsment
- Felvétel a turnébuszban Európában (a The Monster Ball Tour alatt)
- Hangkeverés a The Mix Roomban (Burbank, Kalifornia)
- Maszterelés az Oasis Masteringben (Burbank, Kalifornia)
- Kiadta Stefani Germanotta P/K/A Lady Gaga (BMI) Sony ATV songs LLC / House of Gaga Publishing Inc. / GloJoe Music Inc. (BMI) Sony ATV / Warner-Tamerlane Publishing Corp. (BMI) and Garibay Music Publishing (BMI)
- Minden jogot saját maga és a Garibay Music Publishing nevében a Warner-Tamerlane Publishing Corp. kezel

Közreműködők
- Lady Gaga – vokál, dalszerzés, producer, háttérvokál
- Fernando Garibay – dalszerzés, producer, számítógép generálta hangok, billentyűs hangszerek
- DJ White Shadow – dobhangok
- Dave Russell – felvétel, hangkeverés
- Gene Grimaldi – maszterizálás
- Eric Morris – asszisztens
- Paul Pavao – asszisztens

## Helyezések
| Listája (2011–2014)                    | Legjobb helyezés |
| -------------------------------------- | ---------------- |
| Ausztrália (ARIA)                      | 80               |
| Ausztrália Dance (ARIA)                | 18               |
| Ausztria (Ö3 Austria Top 40)           | 13               |
| Belgium (Ultratip Flanders)            | 1                |
| Belgium (Ultratop 50 Wallonia)         | 38               |
| Brazília (Billboard Brasil Hot 100)    | 24               |
| Kanada (Canadian Hot 100)              | 11               |
| Kanada CHR/Top 40 (Billboard)          | 8                |
| Kanada Hot AC (Billboard)              | 9                |
| Csehország (Rádio Top 100)             | 37               |
| Finnország (Latauslista)               | 28               |
| Franciaország (Single Top 100)         | 50               |
| Németország (Media Control Charts)     | 17               |
| Magyarország (Rádiós Top 40)           | 9                |
| Írország (IRMA)                        | 24               |
| Olaszország (FIMI)                     | 40               |
| Japán (Japan Hot 100)                  | 51               |
| Libanon (The Official Lebanese Top 20) | 16               |
| Mexikó (Billboard Mexican Airplay)     | 18               |
| Hollandia (Dutch Top 40 Tipparade)     | 9                |
| Poland (Polish Airplay TV)             | 4                |
| Skócia (Scottish Singles Top 40)       | 8                |
| Szlovákia (Rádio Top 100)              | 7                |
| Dél-Korea Nemzetközi Dalok (Kaon)      | 11               |
| Svájc (Schweizer Hitparade)            | 34               |
| Egyesült Királyság (UK Singles Chart)  | 16               |
| US Billboard Hot 100                   | 29               |
| US Adult Pop Songs                     | 27               |
| US Dance Club Songs                    | 1                |
| US Dance/Mix Show Airplay (Billboard)  | 12               |
| US Mainstream Top 40 (Billboard)       | 14               |

| Lista (2013)                     | Legjobb helyezés |
| -------------------------------- | ---------------- |
| US Pop Digital Songs (Billboard) | 39               |

| Lista (2021)                              | Legjobb helyezés |
| ----------------------------------------- | ---------------- |
| US Hot Dance/Electronic Songs (Billboard) | 24               |

| Lista (2011)       | Helyezés |
| ------------------ | -------- |
| Egyesült Királyság | 161      |

| Lista (2012)                     | Helyezés |
| -------------------------------- | -------- |
| Brazília Billboard Hot Pop Songs | 7        |
| Kanada                           | 84       |
| Magyarország Rádiós lista        | 95       |
| US Dance Club Songs              | 47       |

| Lista (2013)              | Helyezés |
| ------------------------- | -------- |
| Finnország Külföldi Dalok | 17       |

## Minősítések és eladási adatok
| Régió                                                            | Minősítés  | Eladott példányszám |
| ---------------------------------------------------------------- | ---------- | ------------------- |
| Ausztrália (ARIA)                                                | platina    | 70 000‡             |
| Brazília (Pro-Música Brasil)                                     | 3× platina | 180 000‡            |
| Egyesült Királyság (BPI)                                         | ezüst      | 290 000             |
| Egyesült Államok (RIAA)                                          | platina    | 713 000             |
| ‡ Eladási+streaming példányszámok kizárólag a minősítés alapján. |            |                     |

## Megjelenési történet
| Régió              | Dátum              | Formátum(ok)                 | Változat(ok) | Kiadó(k)                      | For.    |
| ------------------ | ------------------ | ---------------------------- | ------------ | ----------------------------- | ------- |
| Olaszország        | 2011. november 11. | Rádiós megjelenés            | Eredeti      | Universal                     | [ 159 ] |
| Egyesült Államok   | 2011. november 15. | Kortárs slágerrádió          | Eredeti      | Streamline KonLive Interscope | [ 24 ]  |
| Egyesült Államok   | 2011. november 15. | Rhythmic rádiós megjelenés   | Eredeti      | Streamline KonLive Interscope | [ 23 ]  |
| Franciaország      | 2011. november 18. | Rádiós megjelenés            | Eredeti      | Universal                     | [ 160 ] |
| Egyesült Királyság | 2011. november 30. | 7"-es képes hanglemez        | Remixek      | Streamline KonLive Interscope | [ 125 ] |
| Németország        | 2011. december 2.  | CD kislemez                  | Eredeti      | Interscope                    | [ 123 ] |
| Világszerte        | 2011. december 20. | Digitális letöltés streaming | Remixek      | Streamline KonLive Interscope | [ 122 ] |

## Fordítás
Ez a szócikk részben vagy egészben  a   Marry the Night című angol Wikipédia-szócikk fordításán alapul.  Az eredeti cikk szerkesztőit annak laptörténete sorolja fel. Ez a jelzés csupán a megfogalmazás eredetét és a szerzői jogokat jelzi, nem szolgál a cikkben szereplő információk forrásmegjelöléseként.